# Maagdelijke-grondencampagne

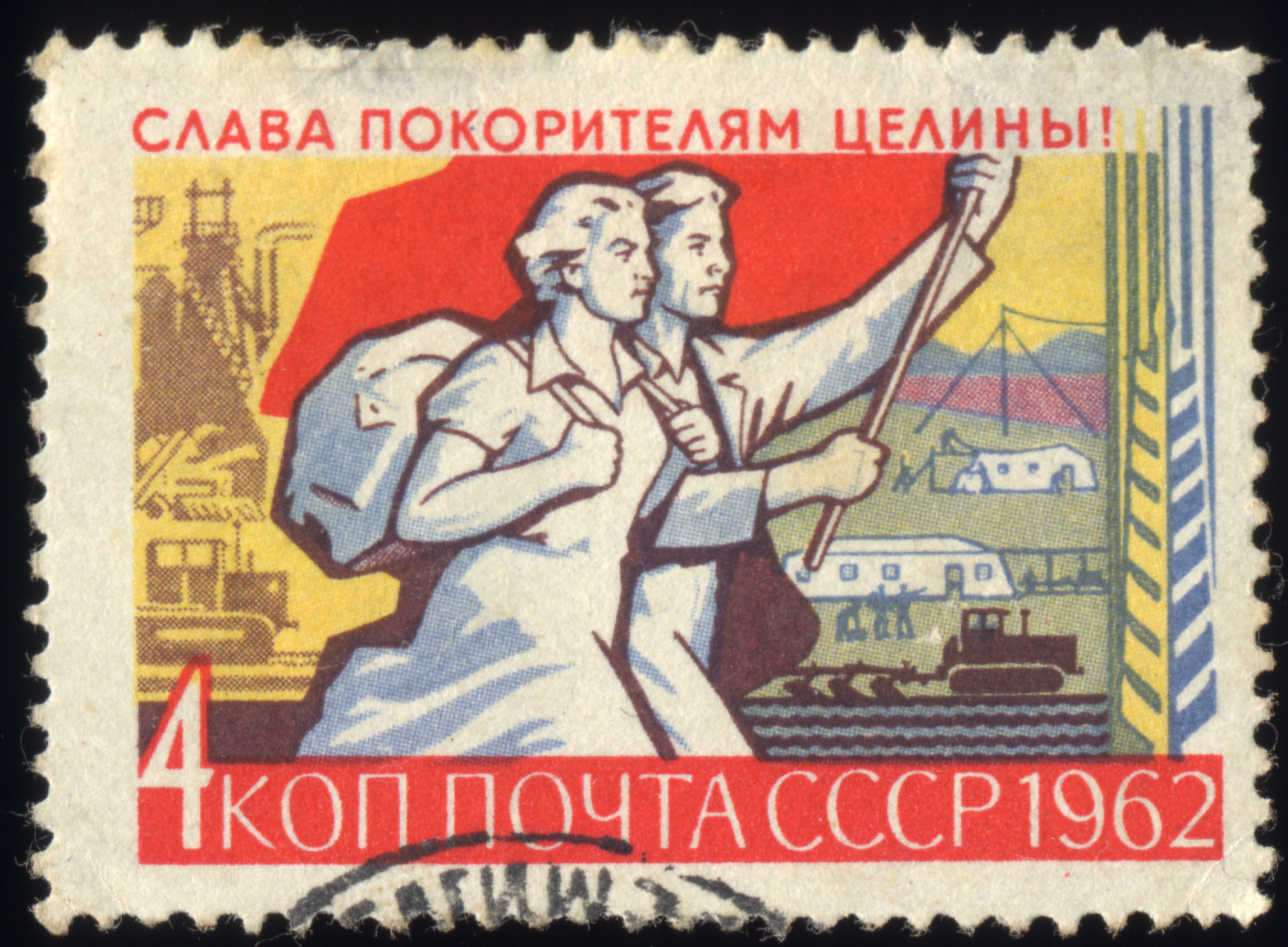
Sovjet-postzegel uit 1962; in de kop staat de tekst Hulde aan de veroveraars van de maagdelijke landen!

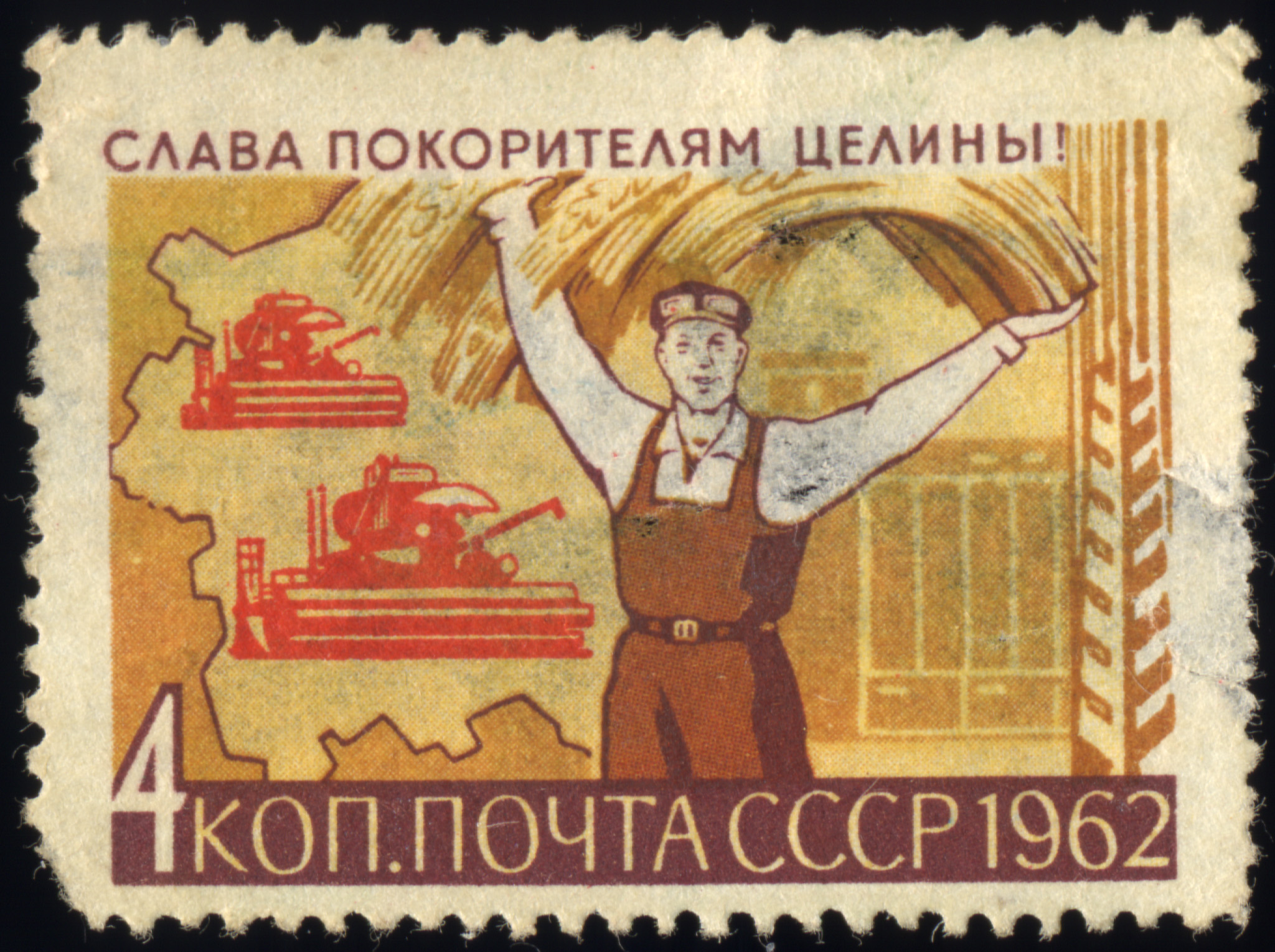
Postzegel uit 1962 met maaidorsers op de achtergrond

De maagdelijke-grondencampagne (Russisch: Освоение целины; Osvojenije tseliny) was een groot programma voor hervorming van de landbouw in de Sovjet-Unie in de jaren vijftig en zestig van de twintigste eeuw. Nikita Chroesjtsjov, de leider van de Sovjet-Unie, wilde hiermee de voedseltekorten verminderen door ontwikkeling van nieuwe landbouwgebieden en een grotere productie van tarwe.
De campagne was aanvankelijk een cultureel icoon van de Sovjet-Unie en moest dienen als de planeconomische tegenhanger van het Amerikaanse landbouwprogramma. Chroesjtsjov stelde graag dat de Sovjet-Unie de Verenigde Staten (VS) zou overtreffen in de graan-, vlees- en melkproductie. Deze grootste landbouwcampagne uit de wereldgeschiedenis werd echter na aanvankelijke successen een grote mislukking, waarna er voedseltekorten ontstonden en er graan moest worden geïmporteerd uit Canada. De maagdelijke-grondencampagne leidde mede tot de afzetting van Chroesjtsjov in 1964.

## Uitwerking campagne

### Opzet en demografische ontwikkelingen
In 1954 nam het Centraal Comité van de Communistische Partij van de Sovjet-Unie in opdracht van Chroesjtsjov het besluit "Over de verdere vergroting van de productie van graan in het land en over de ontwikkeling van maagdelijke en onbebouwde gronden" (О дальнейшем увеличении производства зерна в стране и об освоении целинных и залежных земель).
Staatsplanningscommissie Gosplan wilde 43 miljoen hectare (ha) in cultuur brengen, vooral in de Kazachse SSR en de deelrepubliek Altaj, maar ook in Siberië, het Oeralgebied (Trans-Oeral) en de Wolgaregio. Dit was tegen het advies van de experts in; zij vonden het klimaat ongeschikt. Het ambitieuze doel werd bijna gehaald, tussen 1954 en 1960 werd er 41,8 miljoen ha grond in cultuur gebracht.
Het klimaat in het noorden van Kazachstan is relatief ongunstig. Er is een kort groeiseizoen en zowel aan het begin als het einde van het seizoen kan de vorst veel schade brengen aan de gewassen. Per jaar valt er gemiddeld maar zo'n 300 mm neerslag, maar de neerslag kan per jaar fors afwijken van het gemiddelde. De meeste regen valt in de zomermaanden waardoor er te weinig valt in het voorjaar wanneer er gezaaid wordt. Verder is er veel wind die de grond kan meevoeren als er geen tarwe op het land staat.
De ontwikkeling van de gronden begon zonder enige voorbereiding en zonder enige vorm van infrastructuur, graanschuren of gekwalificeerd personeel. Ook was er niet voorzien in behuizing of in reparatieplaatsen voor het technisch landbouwmaterieel. Meer dan 300.000 vrijwilligers gingen de aride gebieden bewerken en vestigden zich in het gebied. Met name de Pravda speelde een belangrijke rol bij het enthousiast maken voor de campagne. Hiernaast werden honderdduizenden studenten, soldaten, truckchauffeurs en mensen die een maaidorser konden besturen opgeroepen voor seizoenswerk. Tractoren en maaidorsers werden overal vanuit de Sovjet-Unie naar het gebied gestuurd.
De vrijwilligers werden door de Komsomol  vooral gerekruteerd vooral uit de Oekraïense SSR en de Russische SFSR, Toen de grote campagne voorbij was en de immigraties in het gebied stopten, woonden in veel Kazachse gebieden meer Oekraïners en Russen dan Kazachen. Daarnaast werden ook de lokale Kazachen ingezet, evenals de niet-Slavische volkeren die door Stalin tijdens de Grote Vaderlandse Oorlog vanuit hun woongebieden naar het gebied waren gedeporteerd, onder meer Kalmukken, Ingoesjen, Tsjetsjenen en Wolgaduitsers.
De concentratie van jonge mannen in een onbekende en te dichtbevolkte omgeving en het gevecht over economische en culturele hulpbronnen leidde tot etnische en raciale fricties en soms zelfs pogroms. Na 1956 mocht een aantal van deze volkeren terugkeren naar hun thuislanden, maar de Wolgaduitsers en Krim-Tataren werden als te waardevol beschouwd voor de maagdelijke-grondencampagne en moesten blijven.

### Eerste jaren (1954–1958)
De realisatie oversteeg van 1954 tot 1958 steeds de verwachtingen: voor de eerste twee jaar was op een ontginning van 13 miljoen ha gerekend, maar uiteindelijk werd 33 miljoen ha in cultuur gebracht, waarvan 19 miljoen in 1954 en 14 miljoen in 1955. In 1956 steeg het verder naar 35,9 miljoen ha, een gebied vergelijkbaar met het totale landbouwareaal in Canada. In de eerste twee jaar werden er 425 sovchozen (staatsboerderijen) opgericht. Chroesjtsjov was namelijk een voorstander van grote overheidsbedrijven, aangezien hij dacht dat de Verenigde Staten en Canada hun grote productie hadden te danken aan grootschalige bedrijven, en minder van de door Stalin gepromote kolchozen. Stalin had om deze reden Chroesjtsjov ook wel een 'landbouwkundige met fantasieën' genoemd. Chroesjtsjov wist in zijn communistische enthousiasme en vanwege zijn compleet andere politiek dan het kort daarvoor gestopte stalinisme vele jonge mensen te bewegen naar het gebied te gaan.
De verbouw van tarwe was het belangrijkste doel van het plan van Chroesjtsjov. De oogst van 1955 viel zwaar tegen omdat er veel minder neerslag viel dan normaal. Omdat Chroesjtsjov zich zo had geïdentificeerd met de campagne werd deze tegenvaller hem zwaar aangerekend. In 1956 steeg de graanproductie tot een record, nooit eerder in geschiedenis van de Sovjet-Unie was de graanoogst zo hoog geweest. In 1957 viel de productie terug, maar in 1958 was de oogst weer gunstig en kwam iets onder het niveau van 1956 uit. Naar schatting kwam vanaf ongeveer 1955 een derde tot de helft van de Sovjet-graanproductie uit gebieden van de maagdelijke-grondencampagne. In 1956 was zelfs meer dan 50% van de 125 miljoen ton afkomstig uit deze gebieden. Het succes zorgde echter ook voor problemen; omdat er een tekort was aan graansilo's moest veel graan worden weggegooid.
De hoge productiecijfers waren te danken aan natuurlijke factoren, de hoge concentratie van mensen en middelen en de enorme investeringen in de campagne. Tussen 1954 en 1961 werd ongeveer 20% van het Sovjet-budget voor de landbouw gebruikt voor investeringen in de maagdelijke-grondencampagne. Daardoor stokten echter in veel traditionele landbouwgebieden de investeringen, waardoor de verwachte productie daar niet gehaald werd en de planning bijgesteld moest worden.

### Neergang (1959–1963)
De maagdelijke-grondencampagne bleek op de langere termijn geen haalbare oplossing. Er was geen rekening gehouden met de regionale omstandigheden: zandstormen en droge winden waren niet meegenomen in de plannen en bij het bewerken van de grond werd geen rekening gehouden met de duurzaamheid van de landbouw en er werden geen graansoorten veredeld die aangepast waren aan het klimaat. De aride gronden raakten al in het begin van de jaren zestig uitgeput door de te intensieve en eenzijdige bebouwing met tarwe en het gebrek aan aangepaste tarwesoorten. Het gebrek aan investeringen in anti-erosiemaatregelen zorgde ervoor dat onder andere in 1962 en 1963 miljoenen tonnen vruchtbare bodem door stofstormen werden weggeblazen.
De broodprijzen lagen boven die in Centraal Rusland en in 1962 braken opstanden uit onder de bevolking over de hoge prijzen van brood. Door al deze omstandigheden daalde de gemiddelde opbrengst per hectare jaar na jaar. In 1963 was de productie zo'n 65% gedaald en behaalde het gebied de laagste productie van de hele Sovjet-Unie. Het gebrek aan voedsel wat daarop ontstond en het gebrek aan investeringen in andere landbouwgebieden, zorgde uiteindelijk voor het besluit om graan te importeren. Dit was uiteindelijk mede reden voor de partijtop om Chroesjtsjov af te zetten in 1964, juist ook vanwege zijn beloften om de Sovjet-Unie te voorzien van een "overvloed aan voedsel".

## Tegenwoordig
De grootste gebieden van deze campagne behoren sinds het uiteenvallen van de Sovjet-Unie tot Kazachstan en liggen in de huidige noordelijke oblasten Aqmola, Qostanay en Noord-Kazachstan, aan en bij de grens met Rusland. De val van de Sovjet-Unie trof de economie en de landbouw zwaar. Het landbouwareaal kromp en door lage investeringen daalde de productie fors. Na de stijging van de energieprijzen kreeg Kazachstan meer financiële middelen om de landbouwproductie te verhogen. Omstreeks 2010 behoorde Kazachstan tot de top vijf van grootste exporteurs van tarwe in de wereld. De gronden die deel uitmaakten van Chroesjtsjovs campagne zijn nog steeds een belangrijk landbouwgebied en ongeveer 80% van de nationale tarweproductie komt uit deze regio.
De gemiddelde opbrengst is sinds het begin van de campagne slechts licht gestegen van zo'n 8 ton per hectare in 1953 naar 11 ton per hectare in 2011. Deze cijfers zijn een trendmatige ontwikkeling want de opbrengst per jaar laat nog steeds grote uitslagen zien. In 2011 werd een recordoogst binnengehaald van ruim 17 ton/ha, maar het jaar ervoor was dit slechts 7 ton/ha.

## Andere mislukte landbouwplannen
Chroesjtsjov maakte meer fouten in zijn landbouwhervormingen. Een daarvan was de afschaffing van machine- en tractorstations (MTS'en) waar kolchozen werktuigen konden lenen. Daardoor moesten ze hun MTS-materiaal voortaan kopen, zodat hun liquiditeit werd bedreigd en er minder geld overbleef voor andere investeringen.
Een campagne voor de verhoging van de vleesproductie leverde ook grote problemen op. Voor de productie van vlees startte Chroesjtsjov een grote campagne voor de productie van voedermaïs, waarvoor hij vanwege zijn enthousiasme ook wel "koekoeroesjnik" (maïsman) werd genoemd. Een duidelijke fout was dat hij niet op tijd ingreep toen de leider van de communistische partij in oblast Rjazan, Aleksej Larionov, in zijn enthousiasme beweerde in 1958 de vleesproductie te kunnen verdriedubbelen in één jaar. Om aan de plancijfers te voldoen werd bijna al het vee in het gebied geslacht en moesten inwoners belastingen betalen met vlees, terwijl er bovendien vlees aangekocht werd uit andere gebieden. Uiteindelijk was de productie slechts een fractie van wat er beloofd was en beroofde Lariomov zichzelf van het leven.
Ook stelde Chroesjtsjov in 1957 het sovnarchozensysteem in met in eerste instantie 105 economische regio's (ondergeschikt aan de Opperste sovjet van de Nationale Economie) om daarmee het landbouwbeleid wat te decentraliseren en de landbouwproductie te verhogen, wat uiteindelijk niet lukte.